# Мария Люксембургская
О графине де Сен-Поль см. Мария де Люксембург
Мария Люксембургская (нем. Maria von Luxemburg; (1305—1324) — королева Франции в 1322—1324 годах, вторая жена Карла IV Красивого.

## Биография

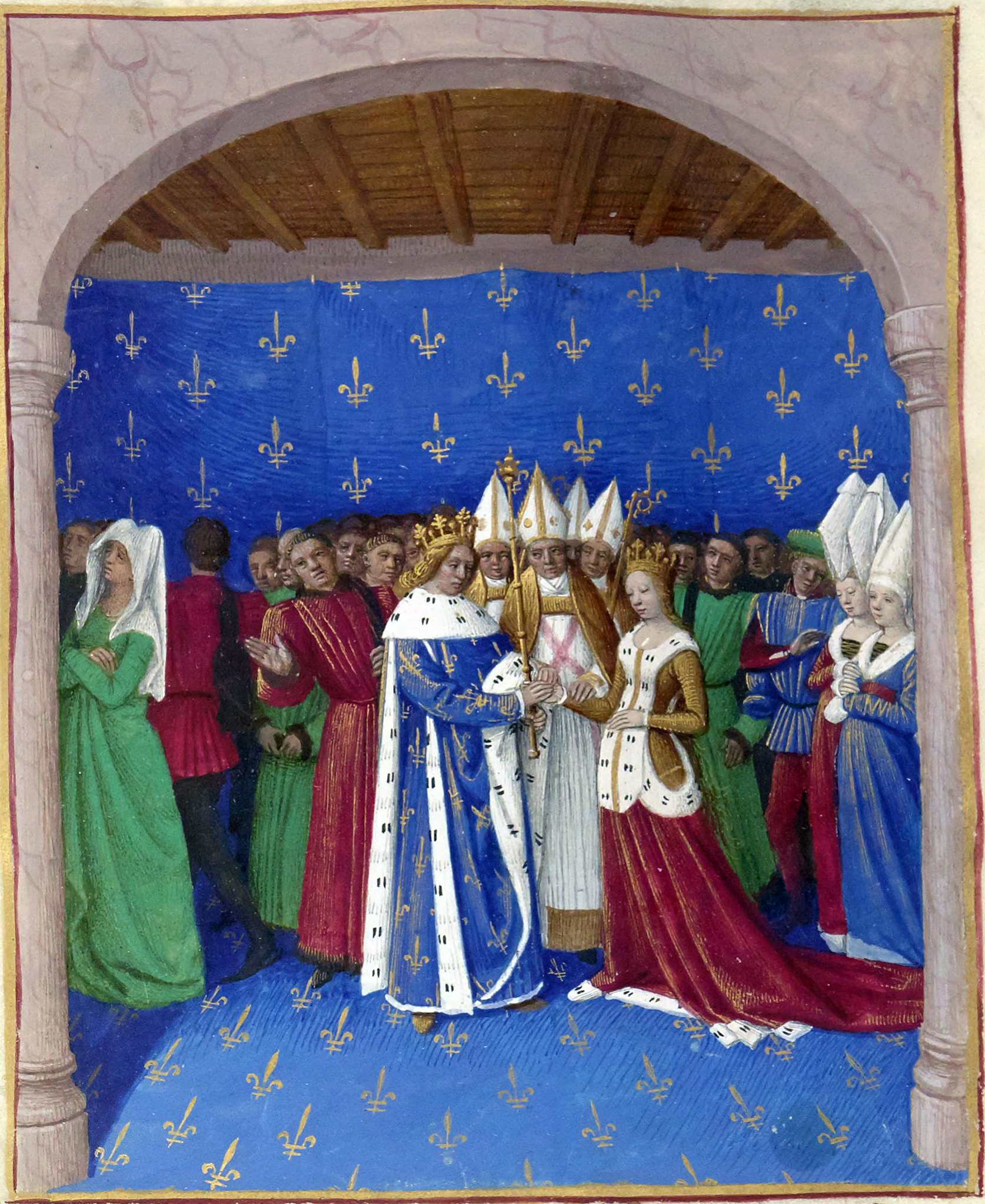
Свадьба Марии Люксембургской и Карла IV Красивого

Мария Люксембургская родилась в 1305 году в семье графа Люксембургского Генриха VII и его жены Маргариты Брабантской. У неё был старший брат Иоанн, а через некоторое время появилась и младшая сестра Беатриса. Их отец, Генрих VII в 1308 году был провозглашён королём Германии. Этим он был обязан Филиппу IV Красивому и авиньонской курии. Нидерландец по происхождению, Генрих воспитывался во Франции; Филипп IV посвятил его в рыцари, и Генрих, как вассал его, обещал служить ему в борьбе с англичанами.
В 1310 году брат Марии Иоанн женился на Елизавете Чешской и стал королём Богемии, а отец отправился в итальянский поход, чтобы восстановить значение Германской империи в Италии. 14 декабря 1311 в Генуе скончалась мать Марии Маргарита Брабантская. Через полгода Генрих был коронован в Латеранском соборе Рима и стал императором Священной Римской империи.
В 1318 году был заключён брак венгерского короля Карла Роберта и Беатрисы Люксембургской. Беатриса через год умерла при родах.
Первая жена Карла была заключена в 1314 году в замок Шато-Гайар за измену. Брак был аннулирован в мае 1322 года. Их сын Филипп умер до этого. Карл IV нуждался в наследнике и женился вторично.

### Свадьба
Свадьба состоялась в Провенском замке на день святого апостола Матфея, то есть 21 сентября 1322 года. Оттуда королевская чета 30 сентября совершила краткую поездку в Сен-Дени, где их встречали с большой торжественностью. Многие парижане прибыли туда пешком, верхом или в экипажах, надев лучшие наряды, чтобы мельком увидеть новую королеву. Для въезда в столицу графиня Валуа одолжила Марии свою карету. Автор «Хронографии королей Франков» описывает кольцо, которое Карл IV передал жене при заключении брака, — рубин, вставленный в золотой перстень; она получила и много других украшений. На короле во время церемонии была корона с драгоценными камнями, и по обычаю Карл IV сделал подарки всем, кто присутствовал на его свадьбе.

### Наследники и смерть
В 1323 году Мария родила дочь Маргариту, которая умерла в раннем возрасте.
Вскоре Мария вновь забеременела. Но во время поездки королевской семьи в Тулузу по пути в Иссуден в её экипаже провалился пол и королева упала на дорогу. Её довезли до города, где она преждевременно разродилась сыном, прожившим всего три дня, но которого успели окрестить. Сама королева скончалась 26 марта. Через два дня Марию похоронили в аббатстве Монтаржи в присутствии её брата, Иоанна Слепого. Поговаривали об отравлении, произносили некоторые имена, но открыто никого не обвинили. Вероятно, смерть была естественной.